# Dušan
Dušan (kyrillisch: Душан) ist ein männlicher Vorname, der überwiegend bei Serben, Slowaken und Tschechen verbreitet ist.  Die Koseform ist Duško, sie wird aber auch als eigenständiger Name verwendet.

## Herkunft und Bedeutung
Der Name Dušan kommt von dem slawischen Wort duša (kyrillisch: душа) und bedeutet auf Deutsch Seele. Ein Mann mit diesem Namen soll eine reine Seele haben und er soll gefeiert werden wie Zar Dušan.

## Namensträger
- Stefan Uroš IV. Dušan, Herrscher von Serbien
- Dušan Bajević (* 1948), bosnisch-herzegowinisch-serbischer Fußballspieler und -trainer
- Dušan Basta (* 1984), serbischer Fußballspieler
- Dušan Bataković (1957–2017), serbischer Historiker und Diplomat
- Dušan Bestvina (* 1981), slowakischer Fußballspieler
- Dušan Bukovac (* 1957), jugoslawischer Fußballspieler und Spielervermittler
- Dušan Čaplovič (1946–2025), slowakischer Politiker
- Dušan Đurić (* 1984), schwedischer Fußballspieler serbischer Herkunft
- Dušan Džamonja (1928–2009), jugoslawischer Bildhauer
- Dušan Fitzel (* 1963), tschechoslowakischer Fußballspieler und -trainer
- Dušan Frosch (* 1981), deutsch-tschechischer Eishockeyspieler
- Dušan Gojković (* 1931), bosnischer Musiker
- Dušan Jurkovič (1868–1947), slowakischer Architekt
- Dušan Kecman (* 1977), serbischer Basketballspieler
- Dušan Keketi (Fußballspieler) (* 1951), slowakischer  Fußballtorhüter
- Dušan Kožíšek (* 1983), tschechischer Skilangläufer
- Dušan Kudrnovský (* 1975), tschechischer Skibobfahrer
- Dušan Lajović (* 1990), serbischer Tennisspieler
- Dušan Makavejev (1932–2019), jugoslawischer Filmregisseur
- Dušan Mihajlović (* 1948), serbischer Politiker
- Dušan Milo (* 1973), slowakischer Eishockeyspieler
- Dušan Mlinšek (1925–2020), jugoslawischer bzw. slowenischer Forstwissenschaftler
- Dušan Pašek senior (1960–1998), slowakischer Eishockeyspieler und -funktionär
- Dušan Pašek junior (1985–2021), slowakischer Eishockeyspieler
- Dušan Petrović (* 1966), serbischer Politiker
- Dušan Podpečan (* 1975), slowenischer Handballspieler
- Dušan Radolský (* 1950), slowakischer Fußballspieler und -trainer
- Dušan Radović (1922–1984), serbischer Journalist und Schriftsteller
- Dusan Sakota (* 1986), griechischer Basketballspieler serbischer Abstammung
- Dušan Šimočko (* 1983), slowakischer Biathlet
- Dušan Simović (1882–1962), jugoslawischer General
- Dušan Švento (* 1985), slowakischer Fußballspieler
- Dušan Tadić (* 1988), serbischer Fußballspieler
- Dušan Tittel (* 1966), slowakischer Fußballspieler und -funktionär
- Dušan Třeštík (1933–2007), tschechischer Historiker und Publizist
- Dušan Trizna (* 1967), slowakischer Skibergsteiger
- Dušan Uhrin (* 1943), tschechoslowakischer Fußballspieler und -trainer
- Dušan Vasiljević (* 1982), serbischer Fußballspieler
- Dušan Veškovac (* 1986), serbischer Fußballspieler
- Dušan Vukotić (1927–1998), kroatischer Filmregisseur
- Dušan Vlahović (* 2000), serbischer Fußballspieler
- Dušan Živković (* 1986), österreichischer Fußballspieler